# مائولا

مائولا شهری در شهرستان یاهو در استان باله در بورکینافاسوی جنوبی است و جمعیت آن ۵۷۸ نفر است.